# Lijst van voetbalinterlands Comoren - Mali
Deze lijst van voetbalinterlands is een overzicht van alle officiële voetbalwedstrijden tussen de nationale teams van de Comoren en Mali. De landen speelden tot op heden een keer tegen elkaar. De eerste ontmoeting, een kwalificatiewedstrijd voor het wereldkampioenschap voetbal 2026, werd gespeel in Berkane (Marokko) op 20 maart 2025. 

## Wedstrijden
| № | Plaats  | Datum          | Competitie           | Wedstrijd      | Uitslag |
| - | ------- | -------------- | -------------------- | -------------- | ------- |
| 1 | Berkane | 20 maart 2025  | WK 2026 kwalificatie | Comoren − Mali | 0 − 3   |
| 2 | n.n.b.  | september 2025 | WK 2026 kwalificatie | Mali − Comoren | −       |

## Samenvatting
| Competitie      | Totaal gespeeld | Winst Comoren | Gelijk | Winst Mali | Doelsaldo Comoren – Mali |
| --------------- | --------------- | ------------- | ------ | ---------- | ------------------------ |
| WK-kwalificatie | 1               | 0             | 0      | 1          | 0 − 3                    |
| Totaal          | 1               | 0             | 0      | 1          | 0 − 3                    |

FCF · Comorees vrouwenelftal

Interlands
Tegenstander:
Angola ·
Botswana ·
Burkina Faso ·
Burundi ·
Centraal-Afrikaanse Republiek ·
Djibouti ·
Egypte ·
Ethiopië ·
Gabon ·
Gambia ·
Ghana ·
Guinee ·
Ivoorkust ·
Jemen ·
Kaapverdië ·
Kameroen ·
Kenia ·
Lesotho ·
Libië ·
Madagaskar ·
Malawi ·
Malediven ·
Mali ·
Marokko ·
Mauritanië ·
Mauritius ·
Mozambique ·
Namibië ·
Oeganda ·
Palestina ·
Seychellen ·
Sierra Leone ·
Swaziland ·
Togo ·
Tsjaad ·
Tunesië ·
Zambia ·
Zimbabwe ·
Zuid-Afrika
FMF · A-internationals · Bondscoaches · Malinees vrouwenelftal · Olympisch elftal
1960 – 1969 · 
1970 – 1979 · 
1980 – 1989 · 
1990 – 1999 · 
2000 – 2009 · 
2010 – 2019 · 
2020 – 2029
OS 2004
1962 · 
1963 · 
1964 · 
1965 · 
1966 · 
1967 · 
1968 · 
1969 · 
1970 · 
1971 · 
1972 · 
1973 · 
1974 · 
1975 · 
1976 · 
1977 · 
1978 · 
1979 · 
1980 · 
1981 · 
1982 · 
1983 · 
1984 · 
1985 · 
1986 · 
1987 · 
1988 · 
1989 · 
1990 · 
1991 · 
1992 · 
1993 · 
1994 · 
1995 · 
1996 · 
1997 · 
1998 · 
1999 · 
2000 · 
2001 · 
2002 · 
2003 · 
2004 · 
2005 · 
2006 · 
2007 · 
2008 · 
2009 · 
2010 · 
2011 · 
2012 · 
2013 · 
2014 ·
2015 ·
2016 ·
2017 ·
2018 ·
2019 ·
2020 ·
2021 ·
2022 ·
2023 ·
2024
Algerije · 
Angola · 
Benin · 
Botswana · 
Burkina Faso ·
Burundi · 
Centraal-Afrikaanse Republiek ·
China · 
Comoren ·
Congo-Brazzaville · 
Congo-Kinshasa · 
DDR · 
Egypte · 
Equatoriaal-Guinea · 
Eritrea · 
Ethiopië ·
Gabon · 
Gambia · 
Ghana · 
Guinee · 
Guinee-Bissau · 
Iran · 
Ivoorkust · 
Japan ·
Kaapverdië · 
Kameroen · 
Kenia · 
Koeweit · 
Kroatië ·
Liberia · 
Libië · 
Litouwen · 
Madagaskar · 
Malawi · 
Marokko ·
Mauritanië ·
Mozambique ·
Namibië ·
Niger ·
Nigeria ·
Noord-Korea ·
Oeganda ·
Oman ·
Qatar ·
Rwanda ·
Saoedi-Arabië ·
Senegal ·
Seychellen ·
Sierra Leone ·
Soedan ·
Swaziland ·
Togo ·
Tsjaad ·
Tunesië ·
Zambia ·
Zimbabwe ·
Zuid-Afrika ·
Zuid-Korea ·
Zuid-Soedan